# Distrikt Huanoquite
Der Distrikt Huanoquite liegt in der Provinz Paruro in der Region Cusco in Südzentral-Peru. Der Distrikt wurde am 21. Juni 1825 gegründet. Er besitzt eine Fläche von 361 km². Beim Zensus 2017 lebten 5180 Einwohner im Distrikt. Im Jahr 1993 lag die Einwohnerzahl bei 5724, im Jahr 2007 bei 5556. Die Distriktverwaltung befindet sich in der 3391 m hoch gelegenen Ortschaft Huanoquite mit 1629 Einwohnern (Stand 2017). Huanoquite liegt 20 km nordwestlich der Provinzhauptstadt Paruro sowie 18 km südsüdwestlich der Regionshauptstadt Cusco.

## Geographische Lage
Der Distrikt Huanoquite befindet sich im Andenhochland im Nordwesten der Provinz Paruro. Entlang der südlichen und der südwestlichen Distriktgrenze fließt der Río Apurímac nach Westen. Im südlichen Osten wird der Distrikt vom Río Molle Molle begrenzt. Dessen linker Quellfluss, der Río Ccorcca, durchquert den Nordosten des Distrikts in südlicher Richtung.
Der Distrikt Huanoquite grenzt im Südwesten an den Distrikt Tambobamba (Provinz Cotabambas), im Nordwesten an den Distrikt Chinchaypujio (Provinz Anta), im Norden an den Distrikt Ccorca (Provinz Cusco), im äußersten Nordosten an den Distrikt Santiago (ebenfalls in der Provinz Cusco), im Osten an die Distrikte Yaurisque und Paccaritambo sowie im Süden an den Distrikt Ccapi.